# Strongylognathus silvestrii
Strongylognathus silvestrii är en myrart som beskrevs av Menozzi 1936. Strongylognathus silvestrii ingår i släktet Strongylognathus och familjen myror. IUCN kategoriserar arten globalt som sårbar. Inga underarter finns listade i Catalogue of Life.